# Минич, Милош
Милош Минич (серб. Милош Минић; 28 августа 1914, Прелина — 5 сентября 2003, Белград) — югославский сербский государственный деятель, министр иностранных дел Югославии (1972—1978). С 1955 по 1957 годы — мэр Белграда.

## Биография
В 1938 году окончил юридический факультет Белградского университета. 
Ещё в школьные годы примкнул к революционному молодёжному движению. Член Коммунистической партии Югославии с 1936 года, являлся лидером ряда студенческих организаций, молодёжных демонстраций 4 апреля 1936 года. Находился на партийной работе в ряде региональных организаций, неоднократно подвергался арестам. В конце 1930-х гг. был избран секретарём райкома Коммунистической партии Крушеваца. Активный участник Народно-освободительной войны Югославии. В марте 1941 года становится инструктором обкома Коммунистической партии Сербии в Валево. После оккупации Югославии был одним из организаторов национально-освободительного движения в этом районе. В 1943—1944 годах — секретарь райкома Коммунистической партии в Чачаке.
После войны в качестве прокурора Народной Республики Сербии участвовал в процессе над командующим движением четников во время Второй мировой войны Драголюбом Михаиловичем, приговоренным к смертной казни. Затем как Председатель Конституционного комитета Учредительного собрания Сербии, руководил разработкой первой Конституции Народной Республики Сербии 1947 г.
- 1950—1953 гг. — министр в правительстве Народной Республики Сербии,
- 1953—1956 гг. — член федеральной Скупщины ФНРЮ,
- 1955—1957 гг. — председатель городского народного комитета (мэр) Белграда,
- 1957—1962 гг. — председатель Исполнительного вече Народной Республики Сербии,
- 1962—1963 гг. — член федеральной Скупщины ФНРЮ,
- 1963—1965 гг. — заместитель председателя союзной Скупщины СФРЮ,
- 1966—1967 гг. — председатель Союзного Вече Союзной Скупщины СФРЮ,
- 1966—1974 гг. — член Совета Федерации СФРЮ,
- 1967—1969 гг. — председатель Скупщины Социалистической Республики Сербии,
- 1969—1972 гг. — заместитель председателя Союзной Скупщины Югославии,
- 1972—1978 гг. — министр иностранных дел СФРЮ. На этом посту в 1975 году подписал Договор в Озимо, который был призван урегулировать отношения с Италией по вопросу статуса Триеста.

Избирался членом Президиума ЦК СКЮ.
Награждён рядом орденов и медалей, в том числе орденом и званием Народного героя Югославии (9 октября 1953).